# Prismatocarpus schlechteri
Prismatocarpus schlechteri là loài thực vật có hoa trong họ Hoa chuông. Loài này được Adamson miêu tả khoa học đầu tiên năm 1952.